# Цариград (село)
Вижте пояснителната страница за други значения на Цариград.
Цариград (на молдовски: Ţarigrad) е село, разположено в Дрокиевски район, северната част на Република Молдова.
Селото е измежду селищата в страната, които не образуват комуна.

## История
Село Цариград е споменато за пръв път в документ от 1795 година под името Корбу. През 1859 г. е известо като Валя Цариградулуи и има 943 жители. Собственикът на част от селото е грък от Цариград, поради което и селото се нарича Цариград. През 1945 година селото е преименувано на Главан в чест на участника в съветската нелегална комсомолска организация Млада гвардия, Борис Главан, роден в селото.
През 1990 г. е върнато старото име на селото, Цариград.
През 1892 г. в селото е построена църквата „Св. Александър Невски“, а през 2007 г. още една църква, посветена на „Успение Богородично“ на входа на селото.

## География
Намира се северозападно от районния център гр. Дрокия, като граничи с индустриална зона на града.

## Население
Населението на селото през 2004 година е 4655 души, от тях:
- 4594 – молдовани (98,69 %)
- 23 – украинци (0,49 %)
- 20 – руснаци (0,43 %)
- 10 – румънци (0,21 %)
- 6 – цигани (0,13 %)
- 1 – гагаузин (0,02 %)
- 1 – друг/неопределен (0,02 %)